# Буддавіхара
Буддавіхара (повна назва: Ват Буддавіхара) — будинок в селищі Горєлово (Санкт-Петербург). Належить на правах приватної власності громадянину Таїланда Пхра Чатрі Хемапандха.
15 жовтня 2006 року відбулась церемонія відкриття в цьому будинку буддійського храму-монастиря (документів підтверджуючих статус монастиря або храму нема), на якій були присутні шановні гості з Таїланду, настоятель буддійського храму Дацан Гунзечойней Буда Бадмаєв, представники різних буддійських груп Санкт-Петербурга.

## Етимологія
Ват (тай. วัด) — це індокитайське позначення монастиря. Будда віхара перекладається як "Оселя Будди".